# George Poage
George Coleman Poage (Hannibal, 6 de novembro de 1880 — Chicago, 11 de abril de 1962) foi um atleta olímpico norte-americano.
Ao chegar em terceiro, na prova dos 400 metros com barreiras, George Coleman tornou-se o primeiro negro medalhista das olimpíadas da era moderna, recebendo a medalha de bronze em Saint Louis (1904).